# 大耳稃草
大耳稃草（学名：Garnotia maxima）为禾本科耳稃草属下的一个种。其种加词“maxima”意为“大的”。
现接受名为耳稃草（Garnotia patula (Munro) Munro ex Benth., 1861）。